# Tanzan Ishibashi
Pour les articles homonymes, voir Ishibashi.
Tanzan Ishibashi (石橋 湛山, Ishibashi Tanzan, 25 septembre 1884 - 25 avril 1973) fut un journaliste, économiste libéral puis responsable politique membre de plusieurs gouvernements d'après guerre. Il fut le 53e Premier ministre du Japon, entre le 23 décembre 1956 et le 25 février 1957.

## Jeunesse et études
Fils d'un prêtre issu du bouddhisme Nichiren, Tanzan Ishibashi naît à Tōkyō, au Japon. Il est admis à l'Université Waseda, où il étudie la philosophie. Il obtiendra plus tard un doctorat Honoris Causa de cette même université.

## Carrière

### Parcours journalistique
Tanzan Ishibashi travailla d’abord comme journaliste pour le Mainichi Shimbun, puis pour le Toyo Keizai Shimpo (« Journal economique d’extreme-orient ») dont il devint président en 1941.
Pendant l'entre deux guerres, Tanzan Ishibashi fut une des rares personnalités japonaises à avoir exprimé des vues anti-colonialistes, à l'époque où le gouvernement japonais menait différentes expansions militarisées en Corée, Taiwan, Chine (Mandchourie), qui atteignirent ensuite leur paroxysme pendant la Seconde Guerre mondiale. A contrario, Tanzan Ishibashi prônait un « petit Japon » qui aurait renoncé au contrôle politique et militaire direct d'autres pays asiatiques et qui se serait concentré sur son propre développement économique et culturel,.

### Parcours politique
Après la Seconde Guerre mondiale, il est courtisé par le Parti socialiste japonais, qui lui propose d'être candidat à son compte.  
Il devient Ministre des Finances au sein du gouvernement du premier ministre Shigeru Yoshida en 1946 et 1947. Admirateur de John Maynard Keynes, il propose une politique de relance budgétaire pour son pays, qui est économiquement à genoux à la suite des destructions engendrées par la guerre, 25,4 % de la richesse nationale ayant été détruite. Il met en place une politique keynésienne en faisant presque doubler les dépenses publiques entre 1946 et 1947. 
Il s'oppose à certaines politiques du Commandant suprême des forces alliées, le général américain Douglas MacArthur, et perd ainsi son poste. Son renvoi marque une période d'instabilité au ministère des Finances, qui aura six ministres supplémentaires en l'espace de deux ans.  
En 1951, après avoir fait partie d'une liste d'environ 3 000 personnes autorisées par les autorités américaines à reprendre des activités publiques, il s’allia à Ichirō Hatoyama, qui le nomma ministre de l’industrie lorsque ce dernier devient premier ministre en 1953. 
En 1956, il fut élu président du parti conservateur Parti libéral-démocrate (LDP) puis élu Premier ministre du Japon face au favori initial, le conservateur nationaliste Nobusuke Kishi. Mais il dut démissionner après quelques mois pour raisons de santé, et fut remplacé par Nobusuke Kishi. À cette époque, Tanzan Ishibashi critiquait les vues nationalistes de Kishi et se déclarait en faveur d’un rapprochement du Japon avec la Chine.
En février 1967, il signa un accord commercial non-gouvernemental Chine-Japon en tant que président de la société japonaise pour la promotion du commerce international.
Il fut président de l'université Rissho (en) de 1952 à 1968 (la plus ancienne université japonaise, liée au bouddhisme de Nichiren).
Il décéda le 24 avril 1973.